# Chernes zavattarii
Espèce
Chernes zavattarii est une espèce de pseudoscorpions de la famille des Chernetidae.

## Distribution
Cette espèce est endémique d'Éthiopie. Elle se rencontre vers Dire.

## Publication originale
- Caporiacco, 1941 : Arachnida (esc. Acarina). Missione Biologica Sagan-Omo, vol. 12, Zoologia, no 6, p. 1-159.